# Jane Harvey
Jane Harvey (ur. 6 stycznia 1925 w Jersey City, zm. 15 sierpnia 2013 w Los Angeles) – amerykańska piosenkarka jazzowa.